# Gomphandra montana
Gomphandra montana är en järneksväxtart som först beskrevs av Schellenb., och fick sitt nu gällande namn av Herman Otto Sleumer. Gomphandra montana ingår i släktet Gomphandra och familjen Stemonuraceae. Inga underarter finns listade i Catalogue of Life.